# Biblioteca Civica Gambalunga
La Biblioteca Civica Gambalunga di Rimini fu aperta nel 1619, su lascito di Alessandro Gambalunga nell'omonimo palazzo (iniziato nel 1610 e terminato nel 1614), dove ha ancora la sua sede, nel centro di Rimini.
Il nobile Alessandro Gambalunga muore il 12 agosto 1619, lasciando al Comune sia il palazzo (costato settantamila scudi ed edificato fra 1610 e 1614) sia la biblioteca, posta «nella stanza da basso», che diventa pubblica.

## I bibliotecari
Il primo bibliotecario fu Michele Moretti (1619-1649), raddoppiò la quantità dei volumi lasciati da Gambalunga e fece allestire le «scansie di noce» delle sale seicentesche. A lui si deve anche l'acquisto dei due mappamondi - il terraqueo e il celeste - del Blaeu, datati Amsterdam 1622 e 1640.
Gli succedette il sacerdote Girolamo Avanzolini, cappellano di San Silvestro, mansionario della cattedrale e maestro di cappella, che sarà bibliotecario dal 1649 al 1678. Egli cercò di recuperare i manoscritti della biblioteca Malatestiana di San Francesco, ritrovando l'autografo dei poemi Hesperis e Argonauticon dell'umanista Basinio da Parma, dono dell'autore a Roberto Valturio, e una copia membranacea della seconda metà del Duecento dell'Anticlaudianus di Alano di Lilla, anch'essa appartenuta al Valturio.
Bibliotecario dal 1678 al 1694 fu il sacerdote Giuseppe Malatesta Garuffi. Tra le sue innumerevoli opere, edite e inedite, c'è L'Italia accademica (1688), censimento storico delle accademie italiane. Dal 1711 al 1715, fu Ignazio Vanzi (1667-1715).
Nel 1741, va ricordata la presenza nella Biblioteca, come vice-custode, di un giovane nobile, Giuseppe Garampi (1725-1792), futuro arcivescovo, cardinale, nunzio apostolico e prefetto degli archivi vaticani. All'epoca era già in contatto col Muratori e in una lettera gli segnalava alcuni codici e gli chiedeva una lista di opere da acquistare.

## Fondi

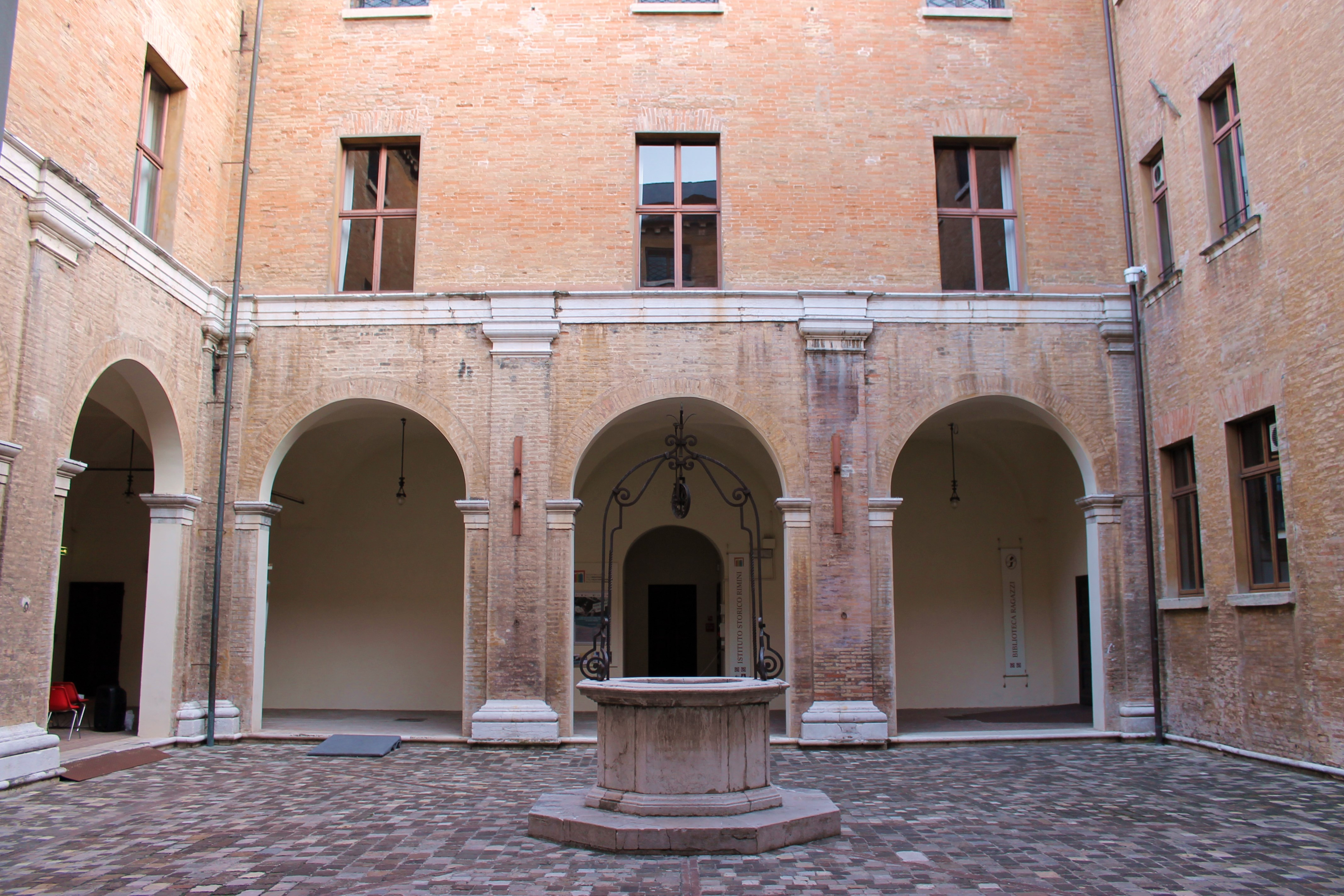
Il chiostro

- Carteggio Giovanni Bianchi, (pseudonimi "Jano Planco" e "Simone Cosmopolita") (Rimini, 3 gennaio 1693–Rimini, 3 dicembre 1775),  medico e Pietro Godenti (Rimini, 2 giugno 1700–Vienna, 24 dicembre 1781), viaggiatore e insegnante.
- Carlo Lucchesi; Biblioteca civica Gambalunga, Indice degli incunabuli della Biblioteca civica Gambalunga di Rimini, Bologna (Biblioteca dell'Archiginnasio): Cooperativa tipografica Azzoguidi, 1931, OCLC 22543105.